# ジャライ族
ジャライ族（ - ぞく, ベトナム語：Người Gia Rai / 𠊛嘉淶, 英語：Jarai）は、ベトナムの中部高原地方に居住する少数民族である。

## 概説
ジャライ族は紀元前に中部高原地方へ移住してきたと言われるが、詳細は不明な点が多い。

### 居住地
中部高原地方のザライ省、コントム省を中心に居住しており、ダクラク省北部、中南沿海地方のフーイン省にも居住している。

### 人口
約24万2,000人とされる。中部高原においては最多の人口を誇る少数民族である。

### 言語
ジャライ語を使用。チャム語に近い言語である。

### 文化

#### 音楽
ジャライ族はゴング、木琴、琴、などの伝統楽器を用いた音楽を演奏する。アメリカ在住の著名なジャライ音楽家Dock Rmahは、1996年のノースカロライナ芸術評議会において民族遺産賞を受賞した。ジャライ族の民族楽器には、擦弦楽器のクニーや琴族のGoong等がある。